# Bajadere

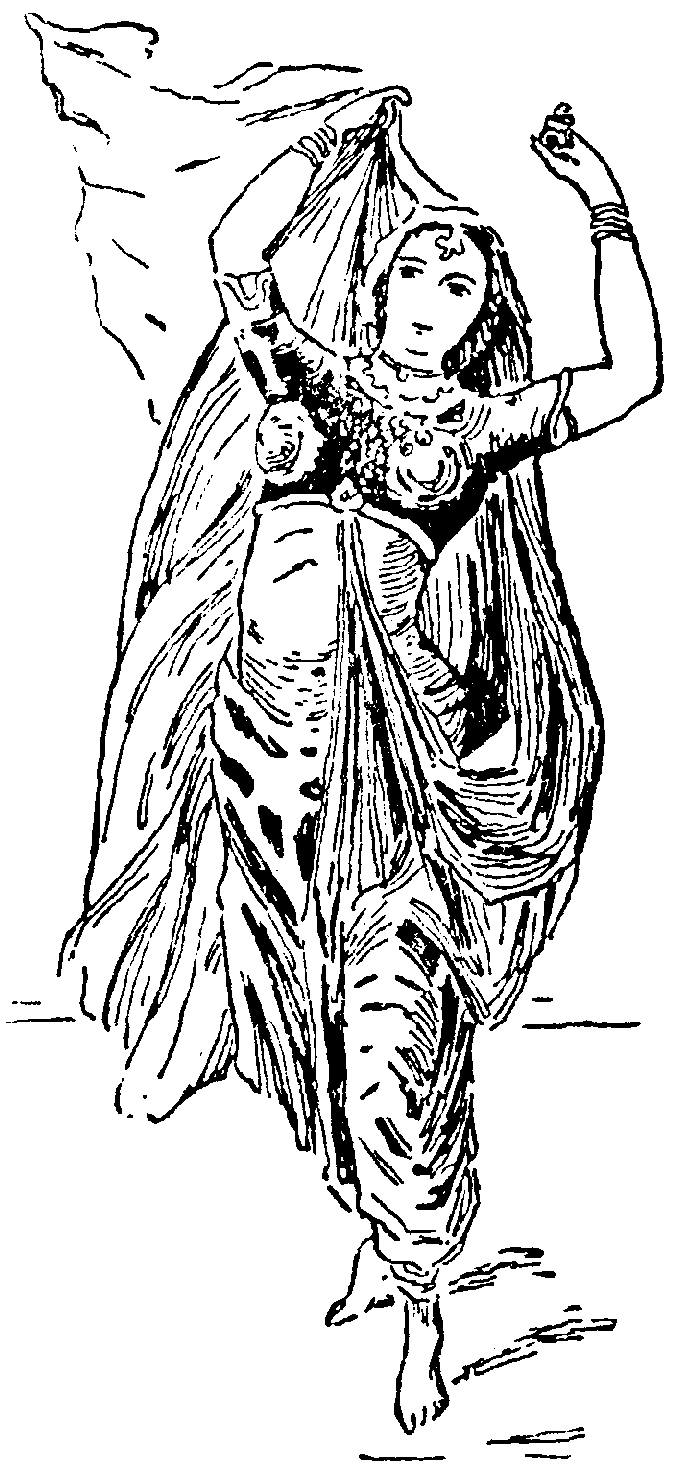
Eine Bajadere im Nordisk familjebok

Als Bajaderen (französisch bayadère, von portugiesisch bailadeira ‚Tänzerin‘, Nomen Agentis von bailar ‚tanzen‘, von spätlateinisch ballāre) bezeichneten Europäer indische exotische Tänzerinnen. Anders als in der einheimischen indischen Kultur wurde dabei nicht streng zwischen Devadasis (Gottesdienerinnen, Tempeltänzerinnen, die nur bei Gottesdiensten auftreten durften) und Nautch-Tänzerinnen (die zur abendlichen, weltlichen Unterhaltung tanzten) unterschieden. Bajaderen treten in Gruppen von bis zu zwölf Mädchen bei privaten Festlichkeiten auf, die von Musikanten begleitet werden. Ihre Darbietungen gleichen Pantomimen und behandeln Themen aus dem Bereich Liebesleben und der menschlichen Gefühlswelt.
Auch die Bekleidung und Umschlagtücher von Tänzerinnen wurden in Europa so genannt.

## Rezeption in Europa
Aufgefasst als leichte Mädchen sind Bajaderen ein beliebtes Thema der galanten Malerei des 18. und 19. Jahrhunderts, in Theater, Musik und Dichtung:
- Goethes Ballade Der Gott und die Bajadere hat den erhabenen Ausgang für die Titelfigur: Unsterbliche heben verlorene Kinder / Mit feurigen Armen zum Himmel empor.
- Emmerich Kálmán verfasste 1921 die Operette Die Bajadere, nach dem Vorbild einer Pariser Sängerin Anfang des 20. Jahrhunderts
- Léon Minkus verfasste 1877 das romantische Ballett La Bayadère
- Johann Strauss II schrieb die Polka „Die Bajadere“, Op. 351.
- Lion Feuchtwanger veröffentlichte 1916 das Bühnenstück Vasantasena, in dem die Titelfigur eine Bajadere ist.[3]